# Микролимано (гавань)
Микроли́мано ( Μικρολίμανο от λιμάνι — «гавань» и  — «очень малый»), прежде Турколимано (Τουρκολίμανο от τουρκο- — «турецкий») — гавань в Греции, одна из трёх естественных гаваней Пирея. Расположен в юго-восточной части Пирея, к западу от бухты Фалирон залива Сароникос Эгейского моря. Образован мысами юго-восточной части полуострова, образованного горой Кастела.
В древности гора Кастела, полуостров, гавань и одноимённый портовый город были известны как Мунихия (Мунихий, Муникий, Μουνιχία ή Μουνῠχία). Гавани Мунихия и Зея служили военными портами. Гавань Мунихия служила местом стоянки для 82 кораблей. С Мунихийского холма открывался вид на всю портовую часть Пирея. В исторический период гора служила акрополем Пирея. На горе находились храм Артемиды Мунихии, покровительницы порта, различные святилища и театры. В Мунихии указывали мнимую гробницу Фемистокла. Существует мнение, что название происходит от μοῦνος ή μόνος — «единственный». По легенде холм был назван по имени героя Муниха, сына Пантакла, вождя изгнанных фракийцами из беотийского Орхомена минийцев, переселившихся в Пирей. По другому сказанию, он был туземным царем Аттики (вероятно, одно лицо с Мунихом, сыном Акаманта), который предоставил минийцам это место.
Гавань Мунихия была окружена стенами и соединена с Афинами «длинными стенами».
В XIX веке гавань называлась Порто-Фанари (Φανάρι).

## Археологические раскопки
В 2002—2012 годах датские археологи проводили наземные и подводные раскопки в гаванях Зея и Мунихия (Микролимано) в рамках проекта Zea Harbour Project. В 2010 году местный рыбак указал исследователям на остатки военных укреплений. В гавани Мунихия археологи обнаружили 6 доков, которые представляли собой крытые пандусы для военных кораблей, каждый из которых был рассчитан на две триремы. Согласно радиоуглеродному анализу доки построены в 520—480 годах до н. э., до битвы при Саламине 480 года до н. э. Гавань имела фортификационные молы. Укрепление на южной стороне гавани представляло собой стену шириной 10 метров, 146 метров в длину и в высоту от 10 до 15 метров. Гавань запиралась цепью, которую натягивали между башнями